# Scotland (Texas)
Scotland é uma cidade localizada no estado norte-americano de Texas, no Condado de Archer e Condado de Clay.

## Demografia
Segundo o censo norte-americano de 2000, a sua população era de 438 habitantes.
Em 2006, foi estimada uma população de 435, um decréscimo de 3 (-0.7%).

## Geografia
De acordo com o United States Census Bureau tem uma área de
29,1 km², dos quais 29,0 km² cobertos por terra e 0,1 km² cobertos por água. Scotland localiza-se a aproximadamente 293 m acima do nível do mar.

## Localidades na vizinhança
O diagrama seguinte representa as localidades num raio de 32 km ao redor de Scotland.